# Mödlingbach
Der Mödlingbach (seltener auch nur Mödling genannt) ist ein Fluss im niederösterreichischen Industrieviertel und ist ein linker Zubringer der Schwechat. Er weist über seinen gesamten Verlauf eine Flussordnungszahl 3 nach Strahler auf.

## Verlauf
Der Mödlingbach entspringt am Winkelberg in einer Höhe von 505 m ü. A. bei der Wöglerin in der Gemeinde Wienerwald und fließt in Achau in die Schwechat. Sein Einzugsgebiet im Wienerwald beträgt ca. 73 km².
Auf alten Karten wird er noch als Mödlinger Wildbach bezeichnet, da er immer wieder durch höhere Niederschlagsmengen zahlreiche Hochwässer bereits im oberen Verlauf im Wienerwald hervorrief. Im 18. Jahrhundert wird er auch als Nonnenbach erwähnt. Heute erinnert noch die Nonnenwiese zwischen Gaaden und Hinterbrühl entlang des Baches daran. Durch zahlreiche Regulierungen im 19. und 20. Jahrhundert wurden diese Überschwemmungen jedoch in das flache Gebiet des Bezirkes Mödling verlagert. Innerhalb der Stadt Mödling wurde in den 1990er Jahren mit einem Rückbau der Regulierung begonnen. Unterstützt wird das – noch nicht abgeschlossene – Projekt auch mit einem Lehrpfad.
Die wichtigsten Zubringer sind der rechtsseitige Zufluss Marbach unterhalb von Sittendorf sowie die linksseitigen Zuflüsse des Sparbachs durch den Ort Sparbach und des Weissenbachs durch den Ort Weissenbach und Wassergspreng. In Biedermannsdorf endet seit Anfang der 1970er Jahre der Wiener Neustädter Kanal und mündet von rechts in den Mödlingbach.

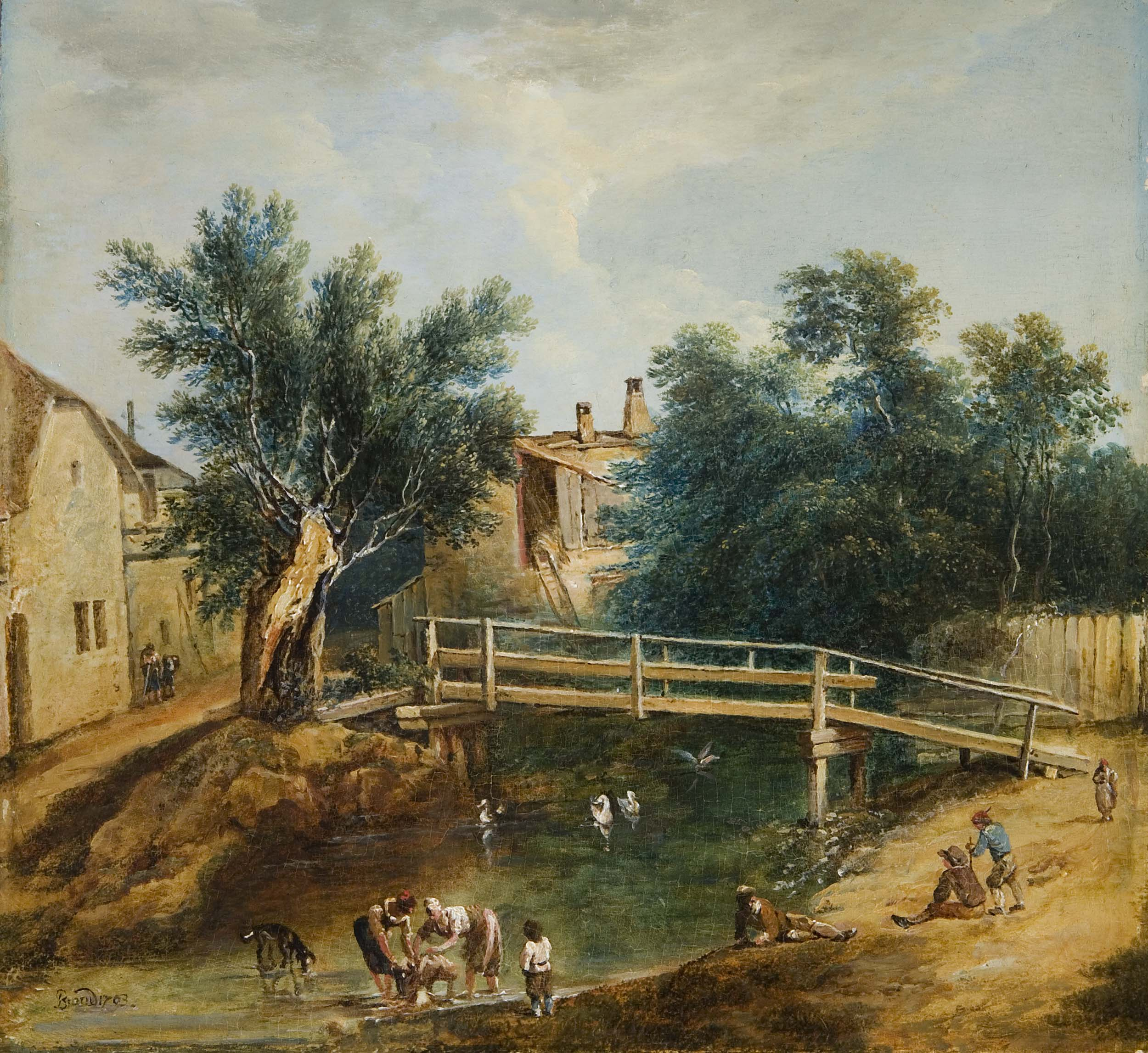
Historische Ansicht des Mödlingbachs (1763)

Wirtschaftlich hatte der Mödlingbach schon lange Zeit eine große Bedeutung für die Region, da sich entlang seines Laufs zahlreiche Mühlen ansiedelten. Diese Mühlen hatten neben dem Mahlen von Getreide auch andere Gewerke anzutreiben wie Sägewerke und Gipsmühlen, aber auch Textilbetriebe. Das täglich abzupumpende Grundwasser der Seegrotte wird bei Hinterbrühl in den Mödlingbach geleitet.
Zu Schaffen machten immer wieder in der Klausen auftretende Hochwasser der Lokalbahn Mödling–Hinterbrühl, die durch das enge Tal in Ufernähe geführt wurde. So wurden im Jahr 1900 die Ufermauern im Nahbereich des Bahnhofs Klausen stark zerstört, sodass erst umfangreiche Instandsetzungsarbeiten notwendig waren, um den Betrieb wieder aufnehmen zu können.
Im Jahr 1904 wurde nach einer Hochwasserkatastrophe der Mödlingbach innerhalb der Stadt Mödling nach dem damaligen Stand der Technik reguliert. Diese Regulierungen werden nach der Wasserrahmenrichtlinie beginnend mit 2003 wieder rückgebaut und werden die Hochwassersicherheit weiter erhalten.
Probleme bereiten die in der Zwischenzeit durch die Renaturierung wieder zugewanderten Biber, die zwar einerseits als willkommen gesehen werden, andererseits wieder Staubauten errichten.